# Teatrul Naţional Ion Luca Caragiale
El Teatrul Naţional Ion Luca Caragiale (Teatre Nacional Ion Luca Caragiale) és una institució cultural, dependent del Ministeri de Cultura de Romania. Està situat al centre de Bucarest, davant de la universitat.